# اليوت لي
اليوت لي (بالإنجليزية: Elliot Lee)‏ (16 ديسمبر 1994 بدورهام، إنجلترا في المملكة المتحدة - ) هو لاعب كرة قدم بريطاني في مركز الهجوم. لعب مع كولتشستر يونايتد ونادي بلاكبول ونادي لوتون تاون ووست هام يونايتد ونادي ساوثيند يونايتد.

## وصلات خارجية
- اليوت لي على موقع قاعدة بيانات كرة القدم.إي يو (الإنجليزية)
- اليوت لي على موقع Soccerbase.com (لاعب) (الإنجليزية)
- اليوت لي على موقع Soccerway.com (الإنجليزية)
- اليوت لي على موقع عالم كرة القدم.نت (الإنجليزية)
- اليوت لي على موقع AS.com (الإسبانية)